# 逆剥
逆剥（甲周倒刺），俗稱倒嵌皮、倒嵌、倒刺、倒戗刺、肉刺、倒裂刺，是在手指或腳趾指甲左右侧甲褶或其手指近端甲褶（proximal nail fold, PNF）撕裂脱垂的条状表皮。肉刺的端头由死去的表皮细胞组成，这个部分并无知觉感，但其后连接的是皮层更深处的新表皮乃至真皮的活细胞，因此自由摆动的肉刺端头常会给人们带来不舒适的感受。

## 形成原因
逆剥的形成原因不是缺乏维生素，除运动、工作过程中造成的外伤以外，主要成因是指甲周边的皮肤过于干燥或皮肤受到干湿冷暖的刺激和因长期摩擦、受压 （页面存档备份，存于）多在空气干燥的冬季出现。日常生活中多在洗过热水澡浴后、皮肤被擦干后出现。肉刺普遍见于妇女与儿童（多因咬指甲过度），少见于壮年男子（工作外伤除外）、老年人群。

## 应对方法
如果对逆剥的从连着的表皮撕断，因为逆剥韧性较强且形状似圆锥，越往下撕韧性越强、面积越大，时常会对底皮组织造成更大的损伤，甚至流血，若不对伤口消毒治疗，可能导致甲溝炎。正确的处理方法是采用干净剪刀或指甲剪切除肉刺的白色端头部分，达到肉刺不影响手指正常工作的目的即可。必要时，洗手后涂抹保水的护肤品。

## 参阅
- 手指
- 腳趾
- 雞眼